# Theila
Theila és un gènere d'arnes de la família Crambidae.

## Taxonomia
- Theila distributa (T. P. Lucas, 1898)
- Theila fusconebulalis (Marion, 1954)
- Theila metallosticha (Turner, 1938)
- Theila siennata (Warren, 1896)
- Theila triplaga (Lower, 1903)

## Espècies antigues
- Theila plicatalis (Walker, 1866)